# Pavel Brendl
Pavel Brendl (* 23. března 1981, Opočno) je bývalý český profesionální hokejový útočník, který nastoupil k 78 utkáním v NHL.

## Reprezentace
Talentovaný útočník si zahrál na mistrovství Evropy do 18 let 1998 ve Švédsku a na mistrovství světa do 20 let 2001 v Rusku – na tomto turnaji získala česká „dvacítka“ titul mistrů světa a Brendl byl vyhlášen nejlepším útočníkem turnaje, zároveň byl zařazen do All star týmu a byl i nejproduktivnějším hráčem.
V sezonách 2006/07 a 2009/10 se v rámci Euro Hockey Tour objevil v devíti utkáních v dresu reprezentačního A týmu a vstřelil dvě branky.
| Rok  | Tým      | Událost |   | Z | G | A  | B | TM |
| ---- | -------- | ------- | - | - | - | -- | - | -- |
| 1998 | Česko 18 | ME 18   | 6 | 2 | 4 | 6  | 4 |    |
| 2001 | Česko 20 | MS 20   | 7 | 4 | 6 | 10 | 8 |    |

## Kariéra
Odchovanec HC Olomouc nastoupil za seniorský celek v sezoně 1997/98 ve dvanácti utkáních 1. ligy. V sezoně 1998/99 byl oporou klubu Calgary Hitmen v juniorské kanadské lize WHL, kde pomohl svému mužstvu k prvenství v soutěži. I díky tomu byl již na čtvrté pozici draftován klubem NHL New York Rangers. I ročník 1999/2000 ale sehrál za Hitmen. V závěru sezony odehrál dvě utkání play off za farmářský celek Rangers v AHL – Hartford Wolf Pack, mužstvo celou soutěž vyhrálo. Sezonu 2000/01 opět odehrál za Calgary Hitmen. V sezoně 2001/02 nastoupil k osmi utkáním NHL v dresu Philadelphia Flyers, většinu sezony ale strávil v záložním celku Phantoms v AHL. Více se prosadil v následujícím ročníku, kdy nastoupil 42× za Flyers a po výměně 8× za Carolina Hurricanes. V sezoně 2003/04 se trvale neprosadil do kádru Hurricanes, tak během sezony hrál i za farmu v AHL (Lowell Lock Monsters).
Ročník 2004/2005 byl v NHL zrušen kvůli sporům vedení ligy a hráčských odborů NHL. Brendl v něm odehrál dvě utkání v extralize za HC Oceláři Třinec a třikrát nastoupil i za Olomouc v první lize. Během sezony hrál i za švýcarský HC Thurgau a druholigový finský celek JoKP.
V sezoně 2005/06 se vrátil do Severní Ameriky, kde nastoupil ke dvěma utkáním NHL za Phoenix Coyotes, ale převážně působil v AHL v San Antonio Rampage. Poslední sezony hraje v Evropě. V ročníku 2006/07 hrál švédskou ligu za Mora IK, další sezonu ve stejné soutěži hájil barvy Brynäs IF. V letech 2008–10 hrál KHL za ruský tým Torpedo Nižnij Novgorod. Sezonu 2010/11 načal ve finské SM-lize v klubu KalPa, ale v jejím průběhu se vrátil do KHL, kde ročník dohrál za CHK Neftěchimik Nižněkamsk.
V úvodu sezonu 2011/12 byl bez angažmá, tak se v listopadu dohodl na měsíční spolupráci s extraligovými Pardubicemi, po ní posílil ve švýcarské nejvyšší soutěži klub Rapperswil-Jona Lakers. Jako host odehrál v dresu HC Davos v prosinci Spenglerův pohár, kde měl velký podíl na vítězství mužstva v turnaji. Sezona v Rapperswilu již tak slavně nedopadla a mužstvo jako poslední celek základní části muselo hájit účast v elitní soutěži v bojích o záchranu. Ty ale zvládlo.
V květnu 2012 podepsal smlouvu na dvě sezony s Pardubicemi, ale již v létě 2013 klub oznámil, že hráč v klubu nebude pokračovat. V listopadu Pardubice svého hráče zapůjčily na měsíční hostování do Brna. Po necelých dvou týdnech odešel do druholigového německého týmu
Úvod sezony 2014/15 byl bez angažmá, v prosinci se upsal slovenskému klubu HK 36 Skalica. V únoru 2016 po odstoupení Skalicy ze soutěže posílil HKm Zvolen.

## Ocenění
WHL
- Bob Clarke Trophy (nejlepší střelec) 1998/99
- Jim Piggott Memorial Trophy (nejlepší nováček) 1998/99.
- WHL Plus-Minus Award (nejlepší v hodnocení +/−) 1998/99.

CHL
- Nejlepší nováček 1998/99
- All-Rookie Team (All star tým nováčků) 1998/99.
- První All Star Tým 1998/99.
- Třetí All Star Tým 1999/2000.

MS 20
- mistr světa, All star tým, nejlepší útočník a nejproduktivnější hráč – vše 2001

KHL
- účastník Utkání hvězd a nejlepší střelec 2009/10

Švédská Elitserien
- Trofej Håkana Looba (nejlepší střelec) 2006/07, nejproduktivnější cizinec 2006/07 a 2007/08

## Poznámka
Někteří odborníci na NHL jej považují za jeden z největších promarněných talentů.

## Statistika
- Debut v NHL – 4. října 2001 (PHILADELPHIA FLYERS – Florida Panthers)
- První gól v NHL (a zároveň první bod) – 30. října 2001 (Washington Capitals – PHILADELPHIA FLYERS)

| Sezóna       | Klub                         | Soutěž       |    | Základní část | Základní část | Základní část | Základní část | Základní část |    | Play off | Play off | Play off | Play off | Play off |
| Sezóna       | Klub                         | Soutěž       | Z  | G             | A             | B             | TM            | Z             | G  | A        | B        | TM       |          |          |
| 1997/98      | HC Olomouc                   | 1. liga      | 12 | 1             | 1             | 2             | 2             | —             | —  | —        | —        | —        |          |          |
| 1998/99      | Calgary Hitmen               | WHL          | 68 | 73            | 61            | 134           | 40            | 20            | 21 | 25       | 46       | 18       |          |          |
| 1999/00      | Calgary Hitmen               | WHL          | 61 | 59            | 51            | 111           | 94            | 10            | 7  | 12       | 19       | 8        |          |          |
|              | Hartford Wolf Pack           | AHL          | —  | —             | —             | —             | —             | 2             | 0  | 0        | 0        | 0        |          |          |
| 2000/01      | Calgary Hitmen               | WHL          | 49 | 40            | 35            | 75            | 66            | 10            | 6  | 7        | 13       | 6        |          |          |
| 2001/02      | Philadelphia Flyers          | NHL          | 8  | 1             | 0             | 1             | 2             | 2             | 0  | 0        | 0        | 0        |          |          |
|              | Philadelphia Phantoms        | AHL          | 64 | 15            | 22            | 37            | 22            | 5             | 4  | 1        | 5        | 0        |          |          |
| 2002/03      | Philadelphia Flyers          | NHL          | 42 | 5             | 7             | 12            | 4             | —             | —  | —        | —        | —        |          |          |
|              | Carolina Hurricanes          | NHL          | 8  | 0             | 1             | 1             | 2             | —             | —  | —        | —        | —        |          |          |
| 2003/04      | Carolina Hurricanes          | NHL          | 18 | 5             | 3             | 8             | 8             | —             | —  | —        | —        | —        |          |          |
|              | Lowell Lock Monsters         | AHL          | 33 | 17            | 16            | 33            | 34            | —             | —  | —        | —        | —        |          |          |
| 2004/05      | HC Oceláři Třinec            | CZE          | 2  | 0             | 0             | 0             | 0             | —             | —  | —        | —        | —        |          |          |
|              | HC Olomouc                   | 1. liga      | 3  | 0             | 0             | 0             | 12            | —             | —  | —        | —        | —        |          |          |
|              | HC Thurgau                   | SWI-2        | 4  | 3             | 0             | 3             | 4             | —             | —  | —        | —        | —        |          |          |
|              | JoKP                         | FIN2         | 21 | 9             | 10            | 19            | 48            | —             | —  | —        | —        | —        |          |          |
| 2005/06      | Phoenix Coyotes              | NHL          | 2  | 0             | 0             | 0             | 0             | —             | —  | —        | —        | —        |          |          |
|              | Lowell Lock Monsters         | AHL          | 25 | 6             | 7             | 13            | 10            | —             | —  | —        | —        | —        |          |          |
|              | San Antonio Rampage          | AHL          | 38 | 13            | 11            | 24            | 8             | —             | —  | —        | —        | —        |          |          |
| 2006/07      | Mora IK                      | SWE          | 54 | 34            | 23            | 57            | 34            | 4             | 1  | 1        | 2        | 16       |          |          |
| 2007/08      | Brynäs IF                    | SWE          | 54 | 31            | 24            | 55            | 48            | —             | —  | —        | —        | —        |          |          |
| 2008/09      | Torpedo Nižnij Novgorod      | KHL          | 56 | 35            | 15            | 50            | 48            | 3             | 0  | 0        | 0        | 14       |          |          |
| 2009/10      | Torpedo Nižnij Novgorod      | KHL          | 51 | 27            | 10            | 37            | 67            | —             | —  | —        | —        | —        |          |          |
| 2010/11      | KalPa                        | FIN          | 16 | 7             | 8             | 15            | 8             | —             | —  | —        | —        | —        |          |          |
| 2010/11      | CHK Neftěchimik Nižněkamsk   | KHL          | 24 | 9             | 1             | 10            | 0             | 3             | 2  | 0        | 2        | 2        |          |          |
| 2011/12      | HC ČSOB Pojišťovna Pardubice | CZE          | 6  | 5             | 3             | 8             | 4             | —             | —  | —        | —        | —        |          |          |
| 2011/12      | Rapperswil-Jona Lakers       | SWI          | 17 | 2             | 3             | 5             | 8             | 5             | 3  | 1        | 4        | 0        |          |          |
| 2012/13      | HC ČSOB Pojišťovna Pardubice | CZE          | 20 | 5             | 3             | 8             | 4             | 4             | 1  | 0        | 1        | 12       |          |          |
| 2013/14      | Kometa Brno                  | CZE          | 6  | 0             | 4             | 4             | 0             | —             | —  | —        | —        | —        |          |          |
|              | Lausitzer Füchse             | GER-2        | 14 | 3             | 12            | 15            | 6             | 5             | 0  | 1        | 1        | 2        |          |          |
| 2014/15      | HK 36 Skalica                | SVK          | 19 | 13            | 7             | 20            | 8             | —             | —  | —        | —        | —        |          |          |
| 2015/16      | HK 36 Skalica                | SVK          | 49 | 19            | 10            | 29            | 68            | —             | —  | —        | —        | —        |          |          |
|              | HKm Zvolen                   | SVK          | 6  | 3             | 3             | 6             | 4             | 12            | 5  | 2        | 7        | 14       |          |          |
| Celkem v NHL | Celkem v NHL                 | Celkem v NHL | 78 | 11            | 11            | 22            | 16            | 2             | 0  | 0        | 0        | 0        |          |          |

pozn.: u ročníku 2011/12 je místo statistiky play off kurzívou uvedena bilance v play out Švýcarské ligy